# Heimleuchten

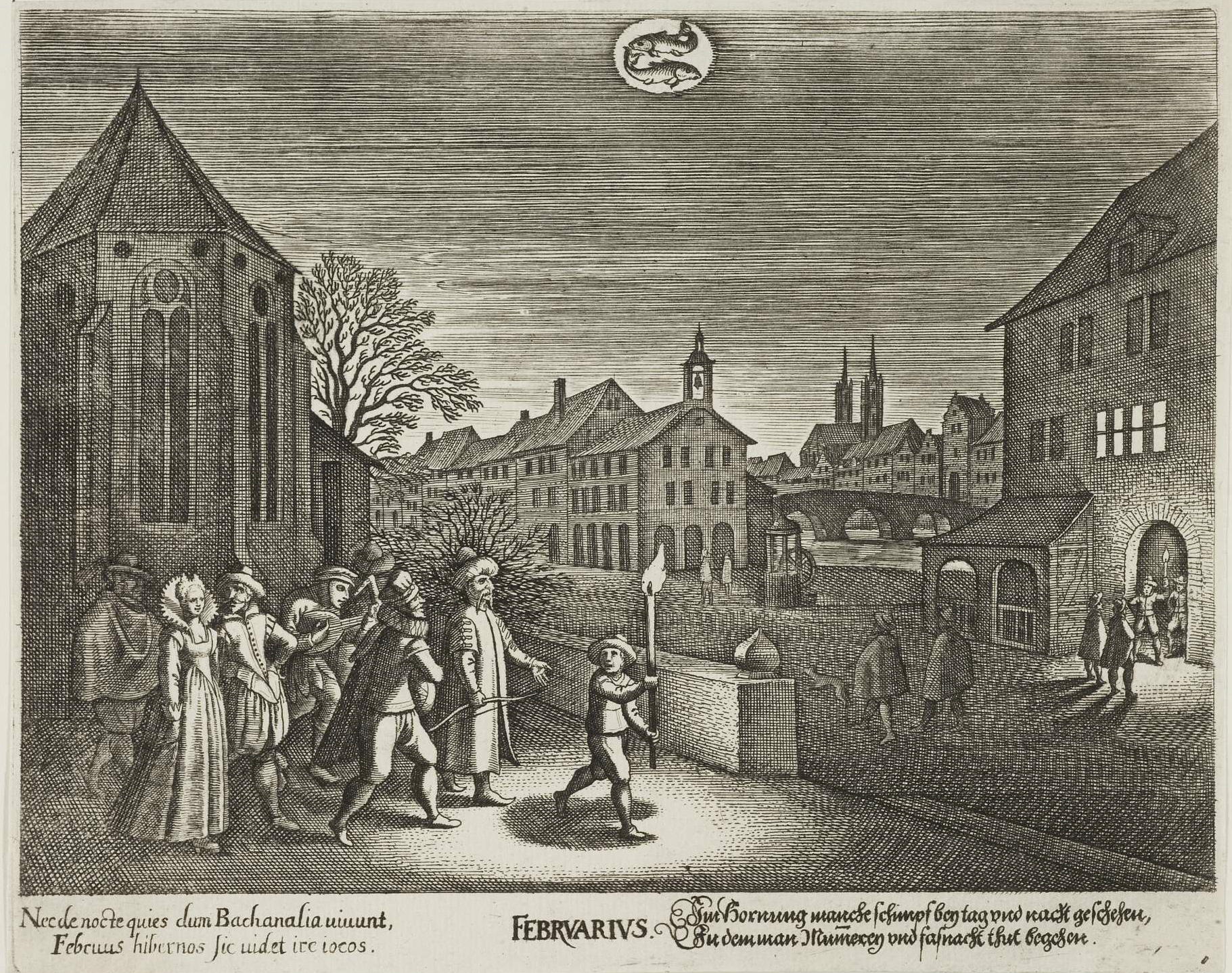
Ein Junge leuchtet einer Gruppe Kostümierter. Vermutlicher Ursprung der Wendung. Stich (Monatsbild) von Matthäus Merian

Jemandem heimleuchten ist eine deutsche Redewendung, die seit dem 18. Jahrhundert in ihrer heutigen Bedeutung bekannt ist. Sie heißt „Jemandem eine Abfuhr erteilen“ oder ihn (bzw. seine Vorschläge) mit deutlichem Tadel zurückweisen.

## Herkunft
Die Wendung, die heute oft mit „heimzahlen“ verwechselt wird,  hieß im 16. Jahrhundert, jemanden mit einer Laterne oder Fackel nach Hause begleiten. Zu einer Zeit, als es noch keine Straßenbeleuchtung gab, war es mitunter gefährlich im Stockfinsteren ohne eine Fackel oder ähnlichem durch die Stadt zu gehen. Für Menschen ohne diese gab es daher die Dienstleistung des sogenannten Heimleuchters, die gegen Entgelt angeboten wurde. Es gab zudem stellenweise das Verbot, gänzlich ohne Beleuchtung das Haus zu verlassen. Bei Mondschein konnte diese Notwendigkeit der Wegbeleuchtung bei ungeplant spätem Aufbruch des Besuchers entfallen, oder er bekam eine andere Bedeutung, wenn man jemanden endlich lossein wollte. So hat der Sprachgebrauch das „Heimleuchten“ seit dem 18. Jahrhundert, ähnlich dem Wort „gemein“, ins Negative verkehrt.
Eine ergänzende Deutung von Albert Richter (Deutsche Redensarten) lautet: Wenn Belagerer einer Burg oder einer Stadt unverrichteter Dinge wieder abziehen mussten, geschah es nicht selten, dass die Belagerten Strohwische und Fackeln auf ihren Mauern anzündeten, damit die Abziehenden gut sehen und ihren Weg schnell finden möchten. So geschah es z. B. im Jahre 1232, als der Landgraf Hermann von Thüringen erfolglos vom belagerten Fritzlar abziehen musste.

## Weitere Bedeutung
In Oberfranken ist Heimleuchten ein Brauch, bei welchem der Täufling nach der Taufe durch Freunde oder Vereine von der Kirche nach Hause geleitet wird. Ein in alte Gewänder gekleidetes Paar leuchtet symbolisch der Festgemeinde mit einer Laterne den Weg, um dem Täufling somit die "erste Ehre" zu erweisen.

## Belege
1. ↑  Hans-Jürgen Wolf – Geschichte der Hexenprozesse, Hamburg: Nikol Verlagsgesellschaft 1998 (Sonderausgabe). Lizenz von EFB-Verlagsgesellschaft Erlensee 1995 S. 733 ISBN 3-88776-078-6
2. ↑  Eintrag im Dorsten-Lexikon, herausgegeben von Wolf Stegemann
3. ↑  Als die Bürger sich noch heimleuchten ließen in Stuttgarter Zeitung vom 16. April 2018
4. ↑  Duden – Das Herkunftswörterbuch, Mannheim:Dudenverlag 2001 Band 7. Datierungen für „heimleuchten“ S. 330, ISBN 3-411-04073-4.
5. ↑  Lutz Röhrich: Lexikon der sprichwörtlichen Redensarten. Band 2 S. 691 und Band 4 S. 1354, Freiburg, Basel, Wien: Verlag Herder 1994, ISBN 3-451-05400-0.
6. ↑  Albert Richter: Deutsche Redensarten. Sprachlich und kulturgeschichtlich. Zweite, vermehrte Auflage, S. 67. Leipzig: Richard Richter 1893.
7. ↑   (Seite nicht mehr abrufbar, festgestellt im März 2024. Suche in Webarchiven)  Info: Der Link wurde automatisch als defekt markiert. Bitte prüfe den Link gemäß Anleitung und entferne dann diesen Hinweis.